# Don Everhart
Donald Nelson Everhart II, né le 19 août 1949 à York, en Pennsylvanie, est un graveur-médailleur et sculpteur américain de pièces de monnaie et de médailles qui travaille pour la Franklin Mint, en tant que designer indépendant, et depuis 2004 pour la Monnaie des États-Unis à Philadelphie. Avec plus de 1 000 modèles de pièces et de médailles qui lui sont attribués en 2008, il est toujours au sommet de sa carrière en créant des modèles en bas-relief pour ces pièces. Ses modèles de pièces de monnaie se trouvent dans les poches des citoyens américains et, malgré son arrivée tardive dans la série des populaires quarts de dollars de 50 États, il conçoit trois modèles de revers uniques à l'État, en modélise trois autres, ainsi que six pièces commémoratives américaines. Son portrait du président Bill Clinton est choisi pour la médaille inaugurale du second mandat de ce dernier. Parmi ses autres créations de médailles, on compte six médailles d'or du Congrès pour la Monnaie américaine, sept médailles de la Société des médaillistes et d'autres modèles pour des médailliers privés.

## Modèles de pièces
Everhart crée des pièces pour des gouvernements étrangers à la Franklin Mint pour des séries de pièces vendues aux collectionneurs. Les pays pour lesquels il travaillé sont la Guyane, les Philippines, le Panama, la Jamaïque, les Antilles néerlandaises, la Papouasie-Nouvelle-Guinée, la Barbade et les îles Cook.
Pour la Monnaie des États-Unis (depuis 2004), il crée les revers des Statehood Quarter pour le Nevada, Hawaï et le Nouveau-Mexique, et modélise celui de la Californie, du Montana et de l'Idaho, dessinés par d'autres artistes. Parmi les autres pièces en circulation, citons le profil de Thomas Jefferson sur l'avers de la pièce de cinq cents de 2005, le premier nouveau dessin de l'avers de cette pièce depuis 67 ans.
Pour la nouvelle série de dollars présidentiels, à partir de 2007, il dessine et modélisé le revers de la Statue de la Liberté qui apparaît sur toutes les émissions. Il crée John Quincy Adams, la sixième pièce de la série, et modélise la quatrième, un avers de James Madison. Il crée également l'avers de Dolly Madison pour la pièce d'or des premières dames (2007), l'avers d'Elizabeth Monroe, 2008, et le revers de Martha Washington.
Parmi les pièces commémoratives américaines qu'il conçoit, citons le portrait de l'avers du dollar en argent Benjamin Franklin, en 2006 ; le revers du dollar Little Rock Central High School Desegregation, en 2007 ; l'avers du dollar Jamestown 400e aniversaire, toujours en 2007 ; l'avers du dollar Bald Eagle, en 2008 ; et le revers de la pièce de 5 dollars en or Bald Eagle, de la même année.
Dans le cadre d'une commande indépendante, il conçoit une série de 25 pièces de monnaie des Îles Marshall pour la Monnaie royale britannique, en 1990-1991. Chaque pièce porte un avion légendaire de la Seconde Guerre mondiale. Il dessine également une pièce commémorative pour la Monnaie royale norvégienne.

## Medailles
Le portrait du président Bill Clinton réalisé par Everhart est choisi parmi d'autres portraits d'artistes pour la deuxième médaille d'investiture de Clinton, en 1997.
Il prépare six médailles du Congrès pour la Monnaie des États-Unis. Il conçoit et modélise les deux faces de la médaille Michael E. Debakey, en 2007, ainsi qu'une face de chacune des médailles suivantes : les médailles Norman Borlaug, Byron Nelson, Dalai Lama et Tuskegee Airman, toutes en 2006. Il crée le revers de la médaille d'or Jackie Robinson en 2003. En mai 2019, il a participé à la conception d'une partie des 37 médailles d'or du Congrès.
Il est l'un des quatre sculpteurs à qui l'on demande de préparer plus d'une médaille pour la série de médailles, vieille de 70 ans, The Society of Medalists, toutes frappées par la Medallic Art Company. Everhart en réalise sept. Sa première médaille, Dance of the Dolphins, numéro 106 en 1992, est suivie de The Fossil Record, numéro 125, puis d'une série de cinq — tous des dinosaures — de forme libre, formant une série dans la série.